# Buková (Olomouc)
Buková é uma comuna checa localizada na região de Olomouc, distrito de Prostějov.